# Franc Milost
Franc Milost, italijanski politik slovenskega rodu, 1. april 1877, Gorica, Avstro-Ogrska, † 25. januar 1943, Trst, Kraljevina Italija.

## Življenje in delo
Rodil se je v družini gostilničarja Petra in gospodinje Lucije Milost rojene Pičulin. Izučil se je za peka in bil med prvimi socialističnimi aktivisti v Gorici. Uredil je nekaj številk prvega socialističnega lista na Goriškem Nuova idea (1902-1904). Kasneje se je preselil v Trst, kjer je bil med drugim v letih 1912-1913 tudi predsednik političnega odbora deželne organizacije Jugoslovanske socialnodemokratske stranke. Leta 1909 je kandidiral na volitvah za tržaški mestni svet, po letu 1910 pa je eno leto preživel v
Bregenzu, kjer je bil predsednik izobraževalnega društva italijanskih delavcev. Nekaj časa je bil tudi urednik dvojezičnega glasila pekovskih delavcev International (Trst, 1906-1908). članke je objavljal v listih Rdeči prapor, Delavski list, Il Lavoratore, Zarja in  Naprej ter revijah Naši zapiski in Njiva. Po končani 1. svetovni vojni je v Trstu deloval v socialističnem gibanju, vendar pa je zaradi nerednega življenja njegovo delo v politiki postajalo vse manj pomembno.